# Lente cilindrica

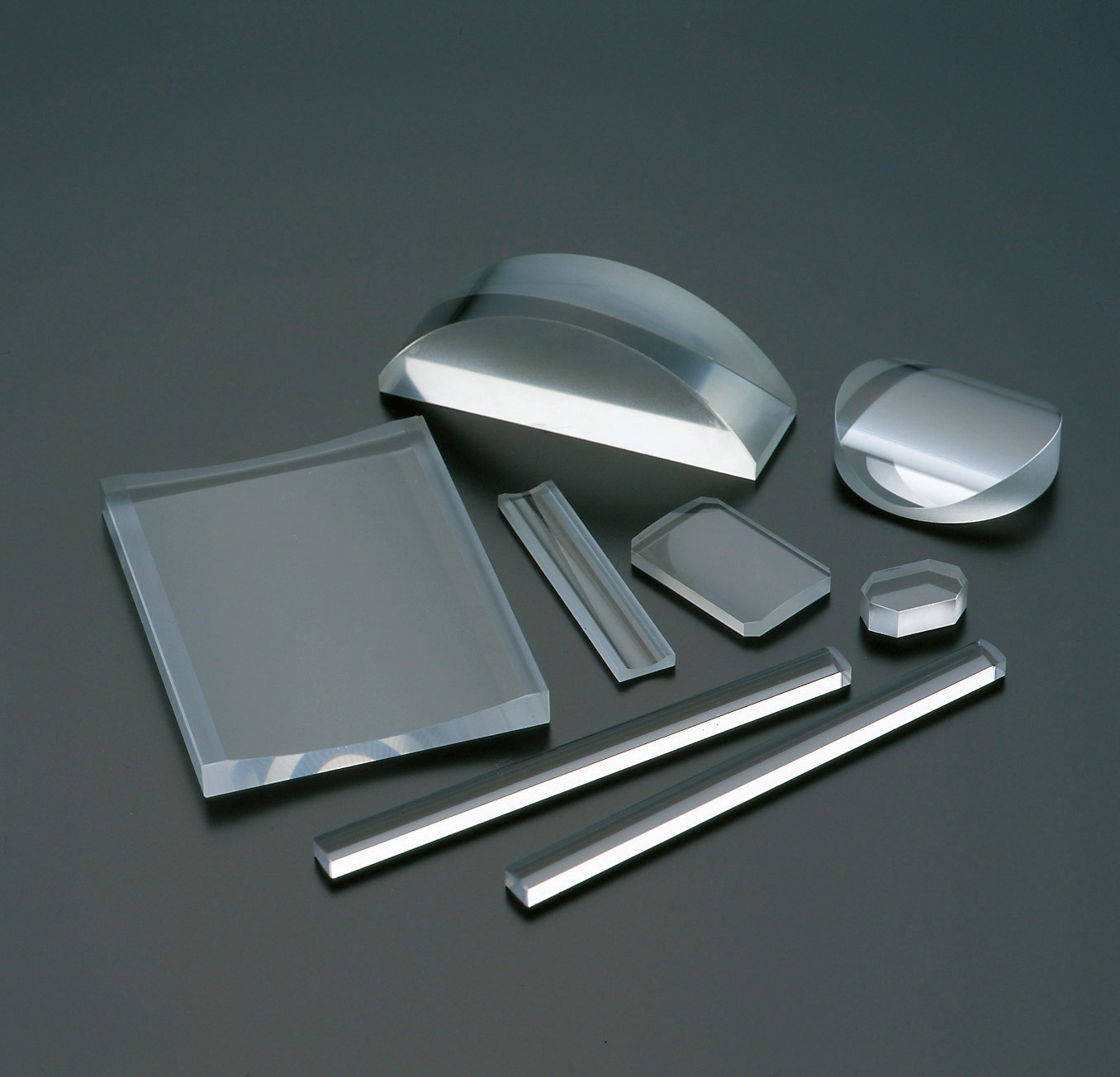
Lenti cilindriche.

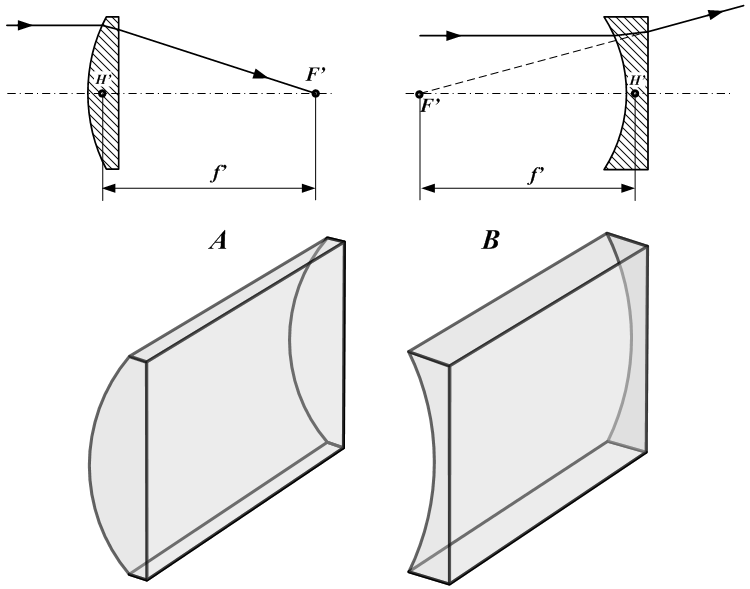
Lente concava o convessa con superficie cilindrica

Una lente cilindrica è una lente che focalizza la luce in una linea anziché in un punto, come farebbe una lente sferica. La faccia o le facce curve di una lente cilindrica sono sezioni di un cilindro e focalizzano l'immagine che la attraversa in una linea parallela all'intersezione della superficie dell'obiettivo e un piano tangente ad essa. L'obiettivo comprime l'immagine nella direzione perpendicolare a questa linea e la lascia inalterata nella direzione parallela ad essa (sul piano tangente). In un microscopio a fluorescenza a foglio di luce, una lente cilindrica viene posizionata davanti all'obiettivo di illuminazione per creare il foglio di luce utilizzato per l'imaging. Una lente torica combina l'effetto di una lente cilindrica con quella di una comune lente sferica.
Le lenti cilindriche sono utilizzate in ottica per correggere il difetto visivo dell'astigmatismo. Le lenti cilindriche positive sono utilizzate per correggere l'astigmatismo associato all'ipermetropia e presbiopia, mentre le lenti cilindriche negative correggono l'astigmatismo associato alla miopia.